# I liga 1995-1996
La I liga 1995-1996 fu la 70ª edizione della massima serie del campionato polacco di calcio, la 62ª edizione nel formato di campionato. La stagione iniziò il 29 luglio 1995 e si concluse l'8 giugno 1996. Il Widzew Łódź vinse il campionato per la terza volta nella sua storia. Capocannoniere del torneo fu Marek Koniarek, attaccante del Widzew Łódź, con 29 reti realizzate.

## Stagione

### Novità
Dalla I liga 1994-1995 vennero retrocessi in II liga il Petrochemia Płock, il Ruch Chorzów, lo Stal Stalowa Wola e il Warta Poznań; mentre vennero promossi dalla II liga 1994-1995 il GKS Bełchatów, il Siarka Tarnobrzeg, lo Śląsk Breslavia e l'Amica Wronki.
Dalla fusione dell'Olimpia Poznań con il Lechia Danzica è sorto il Lechia/Olimpia Danzica, che è stato iscritto al campionato di I liga grazie al titolo sportivo dell'Olimpia Danzica. Dalla fusione del Sokół Pniewy con il GKS Tychy è sorto il Sokół Tychy, che è stato iscritto al campionato di I liga grazie al titolo sportivo del Sokół Pniewy.

### Formula
Le diciotto squadre partecipanti si affrontavano in un girone all'italiana con partite di andata e ritorno, per un totale di 34 giornate. La squadra prima classificata era campione di Polonia e si qualificava per il primo turno preliminare della UEFA Champions League 1996-1997. La squadra classificata al secondo posto si qualificava per il turno preliminare della Coppa UEFA 1996-1997. La vincitrice della Coppa di Polonia veniva ammessa al turno preliminare della Coppa delle Coppe 1996-1997. Un ulteriore posto veniva assegnato per la partecipazione alla Coppa Intertoto UEFA 1996. Le ultime quattro classificate venivano retrocesse direttamente in II liga.

## Squadre partecipanti
| Club                   | Città       | Stagione precedente                  |
| ---------------------- | ----------- | ------------------------------------ |
| Amica Wronki           | Wronki      | 2º posto nel girone ovest di II liga |
| GKS Bełchatów          | Bełchatów   | 1º posto nel girone est di II liga   |
| GKS Katowice           | Katowice    | 3º posto in I liga                   |
| Górnik Zabrze          | Zabrze      | 5º posto in I liga                   |
| Hutnik Cracovia        | Cracovia    | 9º posto in I liga                   |
| Lech Poznań            | Poznań      | 6º posto in I liga                   |
| Lechia/Olimpia Danzica | Danzica     | 12º posto in I liga                  |
| Legia Varsavia         | Varsavia    | Campione di Polonia                  |
| ŁKS                    | Łódź        | 7º posto in I liga                   |
| Pogoń Stettino         | Stettino    | 8º posto in I liga                   |
| Raków Częstochowa      | Częstochowa | 13º posto in I liga                  |
| Siarka Tarnobrzeg      | Tarnobrzeg  | 2º posto nel girone est di II liga   |
| Śląsk Breslavia        | Breslavia   | 1º posto nel girone ovest di II liga |
| Sokół Tychy            | Tychy       | 10º posto in I liga                  |
| Stal Mielec            | Mielec      | 11º posto in I liga                  |
| Stomil Olsztyn         | Olsztyn     | 14º posto in I liga                  |
| Widzew Łódź            | Łódź        | 2º posto in I liga                   |
| Zagłębie Lubin         | Lubin       | 4º posto in I liga                   |

## Classifica finale
|  | Pos. | Squadra                | Pt | G  | V  | N  | P  | GF | GS | DR  |
|  | ---- | ---------------------- | -- | -- | -- | -- | -- | -- | -- | --- |
|  | 1.   | Widzew Łódź            | 88 | 34 | 27 | 7  | 0  | 84 | 22 | +62 |
|  | 2.   | Legia Varsavia         | 85 | 34 | 27 | 4  | 3  | 95 | 22 | +73 |
|  | 3.   | Hutnik Cracovia        | 52 | 34 | 15 | 7  | 12 | 48 | 43 | +5  |
|  | 4.   | ŁKS                    | 49 | 34 | 13 | 10 | 11 | 44 | 38 | +6  |
|  | 5.   | Amica Wronki           | 48 | 34 | 13 | 9  | 12 | 35 | 37 | -2  |
|  | 6.   | Stomil Olsztyn         | 46 | 34 | 13 | 7  | 14 | 32 | 41 | -9  |
|  | 7.   | Lech Poznań            | 45 | 34 | 11 | 12 | 11 | 45 | 40 | +5  |
|  | 8.   | Raków Częstochowa      | 44 | 34 | 12 | 8  | 14 | 33 | 36 | -3  |
|  | 9.   | Sokół Tychy            | 44 | 34 | 11 | 11 | 12 | 36 | 40 | -4  |
|  | 10.  | Zagłębie Lubin         | 44 | 34 | 11 | 11 | 12 | 34 | 35 | -1  |
|  | 11.  | GKS Katowice           | 43 | 34 | 11 | 10 | 13 | 36 | 37 | -1  |
|  | 12.  | Górnik Zabrze          | 43 | 34 | 10 | 13 | 11 | 45 | 52 | -7  |
|  | 13.  | GKS Bełchatów          | 42 | 34 | 12 | 6  | 16 | 40 | 54 | -14 |
|  | 14.  | Śląsk Breslavia        | 42 | 34 | 9  | 15 | 10 | 39 | 41 | -2  |
|  | 15.  | Pogoń Stettino         | 42 | 34 | 11 | 9  | 14 | 33 | 41 | -8  |
|  | 16.  | Lechia/Olimpia Danzica | 40 | 34 | 11 | 7  | 16 | 39 | 59 | -20 |
|  | 17.  | Stal Mielec            | 28 | 34 | 8  | 4  | 22 | 33 | 67 | -34 |
|  | 18.  | Siarka Tarnobrzeg      | 15 | 34 | 3  | 6  | 25 | 24 | 70 | -46 |

Legenda:
      Campione di Polonia e ammessa alla UEFA Champions League 1996-1997.
      Ammessa alla Coppa UEFA 1996-1997.
      Ammessa alla Coppa Intertoto 1996.
      Retrocessa in II liga 1996-1997.
Note:
Tre punti a vittoria, uno a pareggio, zero a sconfitta.

## Risultati
|                        | Wid  | Leg  | Hut  | ŁKS  | Ami  | Sto  | LcP  | Rak  | Sok  | ZaL  | GKK  | GóZ  | GKB  | Ślą  | Pog  | LeD  | Sta  | Sia  |
| ---------------------- | ---- | ---- | ---- | ---- | ---- | ---- | ---- | ---- | ---- | ---- | ---- | ---- | ---- | ---- | ---- | ---- | ---- | ---- |
| Widzew Łódź            | –––– | 1-1  | 2-0  | 3-1  | 2-0  | 2-2  | 3-3  | 4-1  | 5-0  | 1-0  | 1-0  | 4-1  | 5-0  | 4-0  | 3-0  | 1-0  | 4-1  | 2-1  |
| Legia Varsavia         | 1-2  | –––– | 6-1  | 2-0  | 2-0  | 3-0  | 5-1  | 4-2  | 2-0  | 1-0  | 1-0  | 1-0  | 2-0  | 3-1  | 5-0  | 4-0  | 5-1  | 3-0  |
| Hutnik Cracovia        | 1-4  | 0-3  | –––– | 2-1  | 0-0  | 2-0  | 3-0  | 0-0  | 2-0  | 3-2  | 0-0  | 0-0  | 0-1  | 1-2  | 2-0  | 3-1  | 3-0  | 3-1  |
| ŁKS Łódź               | 1-1  | 2-1  | 0-0  | –––– | 0-0  | 4-0  | 1-1  | 2-1  | 2-0  | 1-1  | 1-1  | 1-0  | 1-0  | 4-0  | 3-1  | 2-3  | 1-1  | 2-0  |
| Amica Wronki           | 0-2  | 1-6  | 2-1  | 1-0  | –––– | 1-2  | 0-1  | 3-1  | 1-1  | 2-0  | 0-0  | 2-0  | 1-2  | 2-0  | 1-1  | 2-0  | 0-0  | 1-0  |
| Stomil Olsztyn         | 0-1  | 1-1  | 2-1  | 1-0  | 2-0  | –––– | 0-0  | 1-0  | 2-1  | 1-0  | 1-1  | 0-0  | 2-0  | 3-2  | 0-1  | 0-2  | 1-4  | 2-0  |
| Lech Poznań            | 1-1  | 1-1  | 3-0  | 0-0  | 2-1  | 0-1  | –––– | 1-2  | 1-2  | 0-0  | 4-1  | 4-1  | 2-0  | 0-1  | 1-0  | 0-0  | 2-0  | 2-0  |
| Raków Częstochowa      | 0-1  | 0-1  | 1-0  | 1-3  | 0-1  | 1-0  | 0-0  | –––– | 1-1  | 1-0  | 3-0  | 2-2  | 1-0  | 0-0  | 2-1  | 4-0  | 2-0  | 1-1  |
| Sokół Tychy            | 0-1  | 1-3  | 4-3  | 0-2  | 0-0  | 3-1  | 3-2  | 0-1  | –––– | 2-0  | 0-0  | 1-2  | 2-0  | 1-1  | 0-0  | 1-0  | 2-1  | 4-1  |
| Zagłębie Lubin         | 0-0  | 0-3  | 1-1  | 1-0  | 0-1  | 0-0  | 2-2  | 1-0  | 0-0  | –––– | 1-0  | 2-1  | 0-1  | 2-1  | 0-2  | 3-0  | 5-1  | 3-2  |
| GKS Katowice           | 1-4  | 0-5  | 1-2  | 1-2  | 2-1  | 2-0  | 1-1  | 1-0  | 0-1  | 1-0  | –––– | 2-0  | 3-1  | 0-0  | 1-1  | 3-0  | 0-1  | 3-1  |
| Górnik Zabrze          | 1-1  | 3-2  | 2-2  | 3-2  | 2-1  | 3-2  | 2-2  | 1-2  | 0-0  | 1-2  | 0-4  | –––– | 3-3  | 2-2  | 1-1  | 2-0  | 3-1  | 0-0  |
| GKS Bełchatów          | 1-4  | 0-1  | 0-2  | 3-0  | 1-2  | 2-1  | 2-1  | 1-0  | 0-0  | 1-1  | 2-1  | 3-4  | –––– | 0-0  | 2-1  | 1-4  | 1-2  | 4-0  |
| Śląsk Wrocław          | 1-2  | 0-0  | 2-0  | 3-0  | 2-2  | 1-1  | 0-1  | 0-0  | 1-1  | 1-1  | 2-2  | 2-1  | 1-1  | –––– | 1-0  | 1-1  | 4-1  | 3-0  |
| Pogoń Stettino         | 0-1  | 1-2  | 0-3  | 1-1  | 1-1  | 1-0  | 3-1  | 2-1  | 3-1  | 1-1  | 1-0  | 0-0  | 1-1  | 2-0  | –––– | 0-1  | 2-0  | 3-0  |
| Lechia/Olimpia Danzica | 1-7  | 1-3  | 1-3  | 4-2  | 2-0  | 1-2  | 0-3  | 4-1  | 0-0  | 0-0  | 0-3  | 1-1  | 2-0  | 2-1  | 2-0  | –––– | 1-1  | 1-0  |
| Stal Mielec            | 1-2  | 0-5  | 1-2  | 0-1  | 0-2  | 1-0  | 3-2  | 0-0  | 2-0  | 1-2  | 0-1  | 0-1  | 3-4  | 1-3  | 3-1  | 2-1  | –––– | 0-2  |
| Siarka Tarnobrzeg      | 1-3  | 2-7  | 0-2  | 1-1  | 2-3  | 0-1  | 1-0  | 0-1  | 0-4  | 2-3  | 0-0  | 0-2  | 1-2  | 0-0  | 0-1  | 3-3  | 2-0  | –––– |

## Statistiche

### Classifica marcatori
Fonte: 90minut.pl
| Gol |  |  | Giocatore          | Squadra        |
| --- |  |  | ------------------ | -------------- |
| 29  |  |  | Marek Koniarek     | Widzew Łódź    |
| 19  |  |  | Jerzy Podbrożny    | Legia Varsavia |
| 18  |  |  | Tomasz Wieszczycki | Legia Varsavia |
| 17  |  |  | Robert Dymkowski   | Pogoń Stettino |
| 14  |  |  | Piotr Prabucki     | Lech Poznań    |
| 13  |  |  | Bogusław Cygan     | Stal Mielec    |
| 13  |  |  | Cezary Kucharski   | Legia Varsavia |
| 12  |  |  | Ryszard Czerwiec   | Widzew Łódź    |